# Jon Knudsen
Jon Knudsen (Høybråten, 20 novembre 1974) è un ex calciatore norvegese, di ruolo portiere.

## Carriera

### Club
Knudsen ha iniziato la sua carriera in una squadra giovanile di Leirsund. È stato poi scoperto dal club locale del Lillestrøm. Nel 1993, ha sostenuto un provino con l'Ajax, senza successo. Nello stesso anno, è stato incluso nella prima squadra del Lillestrøm, diventando la riserva del titolare Frode Grodås. In una partita contro l'HamKam, disputata nel giugno 1993, Grodås si è infortunato nel primo tempo e Knudsen lo ha sostituito, effettuando così il suo debutto. In quella partita, l'HamKam si è trovato sotto per due a zero, ma ha poi ribaltato il risultato grazie a quattro reti di Petter Belsvik, che hanno permesso alla squadra di superare il Lillestrøm per quattro a tre. Comunque, nella partita successiva, il Lillestrøm ha battuto il Molde per tre a zero. Dopo quattro incontri, Grodås è rientrato dal suo infortunio.
Avendo poco spazio in prima squadra, Knudsen è stato prestato allo Strømsgodset. Qui, si è rotto una gamba nella partita contro lo Stabæk, a causa di uno scontro con un compagno di squadra. Ha così trascorso tredici mesi lontano dai campi di calcio. Al rientro, ha giocato in prestito allo Skjetten e poi al Kongsvinger. Nel 1999, ha lasciato la Norvegia ed è passato al Midtjylland e, dopo aver concesso otto reti in quindici incontri, nel gennaio 2000 è tornato in patria, allo Stabæk, per sostituire Frode Olsen.
Knudsen ha conquistato rapidamente un posto da titolare nello Stabæk, essendo sempre presente nel campionato 2000. Comunque, ha saltato la maggior parte della stagione successiva a causa dell'epilessia, dopo un attacco avuto nel mese di giugno. È tornato nel 2002 e ha giocato ventiquattro gare e, nell'anno successivo, ventuno, su un totale di ventisei. Dal 2004, non ha saltato alcun match per lo Stabæk. Sempre con lo Stabæk, ha vinto il campionato 2008. Il 31 dicembre 2011, il suo contratto giunse alla scadenza e non fu rinnovato. Il 17 gennaio 2012 si accordò con il Fredrikstad. Il 24 ottobre 2012, manifestò la volontà di ritirarsi al termine della stagione in corso.
Nel mese di maggio 2013, il Lillestrøm annunciò che, a causa dell'infortunio del portiere titolare Kenneth Udjus, fece firmare a Knudsen un contratto dilettantistico, che gli permetteva di essere utilizzato nelle partite di Norgesmesterskapet.

### Nazionale
Knudsen è stato incluso per la prima volta nella Nazionale della Norvegia nel 2007, per un match di qualificazione al campionato d'Europa 2008 contro Malta. La successiva chiamata è arrivata nel corso del 2008, per un incontro amichevole con l'Irlanda.
Ha effettuato il debutto l'11 ottobre 2008, nel pareggio per zero a zero con la Scozia. Non subendo reti, ha ricevuto dei giudizi positivi. L'allora commissario tecnico Åge Hareide è rimasto "impressionato" dalla prestazione del portiere, garantendo che avrebbe mantenuto il posto da titolare anche nelle gare successive. Ha giocato anche nella sconfitta per uno a zero contro i Paesi Bassi, arrivata quattro giorni dopo.

## Palmarès

### Club
- Campionato norvegese: 1

Stabæk: 2008
- Superfinalen: 1

Stabæk: 2009

### Individuale
- Portiere dell'anno del campionato norvegese: 1

2009